# Linda Naeff
Pour les articles homonymes, voir Naef.
Linda Naeff, née à Bagnolet le 22 février 1926 et morte à Carouge le 20 février 2014, est une artiste peintre et sculptrice suisse.

## Biographie
Elle commence à peindre en 1987 à l'âge de soixante-et-un ans. Elle crée 4 500 œuvres (peinture et sculpture) dont 500 sculptures et  4000 peintures.
En 2012, l'écrivaine Douna Loup publie Les Lignes de ta paume, roman dans lequel elle raconte l'histoire de l'artiste alors âgée de quatre-vingt-cinq ans, à partir des entretiens qu'elles ont eus ensemble,.
Elle figure dans les collections permanentes de la  Collection de l'art brut de Lausanne, du musée d'art et d'histoire de Genève  , du musée Ariana , du musée d’art brut de Montpellier et du Muséum im Lagerhaus à Saint-Gall et dans les bibliothèques de Genève et Lausanne avec ses livres-objets.

## Expositions
- Ferme de la chapelle : 2014[12]
- Musée de Carouge : 2016, les couleurs habillent la souffrance[13],[14],[15].
- Musée du Lagerhaus, 2020, Matricule II[5],[16].

## Filmographie
- 2014 : Film documentaire, Mario Del Curto, Linda Naeff - Les couleurs habillent la souffrance[17]. Sur Vimeo